# Orphnus amplitarsis
Orphnus amplitarsis är en skalbaggsart som beskrevs av Rudolph Petrovitz 1971. Orphnus amplitarsis ingår i släktet Orphnus och familjen Orphnidae. Inga underarter finns listade i Catalogue of Life.